# Janet: Live in Hawaii
Janet: Live in Hawaii é um DVD da artista estadunidense Janet Jackson gravado em um show em Honolulu, Havaí, no dia 16 de fevereiro de 2002, na última data da All For You World Tour. O show foi em um estádio da cidade, para mais de 100 mil pessoas. O show foi transmitido pelo canal HBO, para mais de 15 milhões de pessoas, sendo assim campeão de audiência. No Brasil, o especial foi transmitido exclusivamente em um canal da DirecTV.

## Lançamento
O DVD foi lançado em 17 de junho de 2002 no Reino Unido, e em 3 de setembro do mesmo ano nos Estados Unidos. Ele também pode ser encontrado à venda no Brasil.
Em 14 de novembro de 2004, foi relançado com a The Velvet Rope World Tour com o nome de Janet Jackson - Live: Collector's edition, em dois discos; este especial de dois discos foi relançado em 2005, com o nome de "Janet Jackson - Live: From her Velvet Rope to Hawaii".